# Hyves
Hyves (naar beehives, Engels voor bijenkorven, uitgespr. haivz) was een Nederlandse sociaalnetwerksite, die begon op 22 september 2004. De eerste jaren groeide de website snel. Hyven werd een veelgebruikt woord in het Nederlands en werd daarom opgenomen in het Van Dale Groot woordenboek van de Nederlandse taal. Vanaf 2010 verloor de site steeds meer bezoekers, mede door de populariteit van het Amerikaanse Facebook. Op 2 december 2013 is Hyves gestopt als sociaalnetwerksite en ging verder als het spelletjesplatform Hyves Games.

## Geschiedenis

### Begin en eerste succes (2004-2005)
Op 8 juni 2004 lanceerden Raymond Spanjar, Koen Kam en Floris Rost van Tonningen de website Startphone.com. Op deze website konden smartphonegebruikers hun foto's en favoriete mobiele sites delen en goedkoper sms'en. Het startkapitaal werd verkregen met de verkoop van hun beleggerswebsite IEX.nl. De opkomst van sociale netwerken in de Verenigde Staten deden hen al snel besluiten het helemaal anders aan te pakken. Zo ontstond de sociaalnetwerksite Hyves. De spelling Hyves, in plaats van de Engelse spelling Hives ("bijenkorven"), had ermee te maken dat de benaming Hives met hiv kon worden geassocieerd. Tevens is hives Engels voor netelroos.
Per 22 september 2004 werden de leden van Startphone doorverwezen naar Hyves.nl.
De eerste Hyvers waren voornamelijk familieleden en vrienden van de oprichters. Om de website populairder te maken, ging men zich richten op studenten. De strategie om studenten aan het Hyven te krijgen, was gebaseerd op het boek The Tipping Point van Malcolm Gladwell. Gladwell beschrijft hierin hoe hypes zich verspreiden via zogenaamde 'connectors' (oftewel: mensen met veel contacten). De oprichters hadden veel contacten bij Amsterdamse studentenverenigingen en er werden een aantal 'connectors' uitgenodigd op het kantoor van Hyves. Het bleek te werken, want begin december 2004 waren er ongeveer 3000 Hyvers. De oprichters waren echter nog niet tevreden. Aan het eind van het jaar werd er een functie geïntroduceerd waarmee leden in één keer hun hele Hotmail-adresboek konden uitnodigen als vriend. Vanaf dat moment groeide Hyves exponentieel.
Vanaf begin 2005 verdubbelde het ledenaantal bijna wekelijks. Hierdoor kreeg de website te maken met technische problemen, waardoor deze soms uren onbereikbaar was. Er werden investeringen gedaan om de bereikbaarheid van Hyves te verbeteren. In maart 2005 telde de site 100.000 leden en in juli 2005 werd de 1 miljoen leden gepasseerd, waarvan ook veel leden in het buitenland.

### Succesjaren (2006-2008)
Op 14 februari werd Hyver nummer 1.655.850 lid: PvdA'er Wouter Bos, die daarmee een trend inzette. Jan Peter Balkenende werd in mei 2006 lid van het sociale netwerk. Bos was echter niet het eerste hyvende Kamerlid. Bert Bakker van D66 en PvdA'er Mei Li Vos waren Bos al voorgegaan. Ook werd op Hyves 's werelds eerste chatdebat tussen lijsttrekkers georganiseerd. Na de verkiezingen zwelt de Hyves-hype verder aan.
Ook in 2006 werd het verdienmodel "Goldmembership" geïntroduceerd. Voor circa 25 euro per jaar kregen Goldmembers een reclamevrij profiel, een hogere vriendenlimiet en meer dan honderd extra smileys.
In mei 2006 maakte de politie bekend dat onder meer Hyves gebruikt werd bij het opsporen van verdachten. Het betrof hier alleen informatie die door de persoon in kwestie zelf op het profiel was geplaatst.

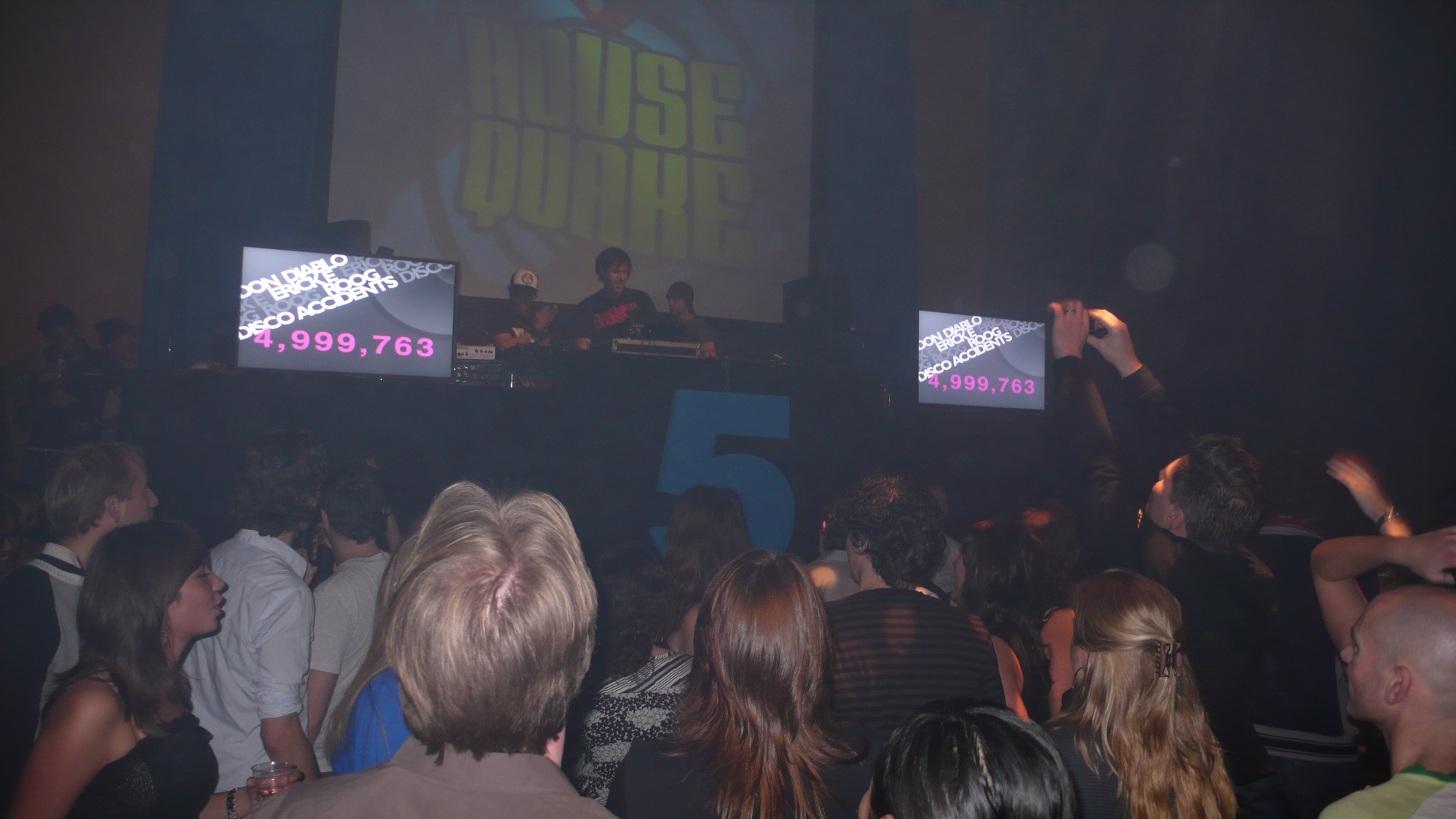
December 2007: 5 miljoen accounts feest

In maart 2007 bereikte Hyves de mijlpaal van 3 miljoen accounts. In december werd de mijlpaal van 5 miljoen accounts bereikt, waarvan er 4 miljoen van Nederlanders waren. Volgens Quote was Hyves 50 miljoen waard. Hyves stootte Google van de troon als Nederlands meest bezochte website en werd op 13 december 2007 uitgeroepen tot de populairste Nederlandse site van 2007.
In april 2008 namen Joop van den Ende en zijn zakenpartner Hubert Deitmers een groot belang in Hyves. Het doel was om uit te breiden naar het buitenland en om mobiele diensten aan te gaan bieden.
Hyves werd in 2008 wederom verkozen tot website van het jaar. Elke maand sneuvelden nieuwe records. In oktober werden 5 miljard pagina's bekeken, bijna 2,5 keer zoveel als in oktober 2007. In de eerste tien maanden van 2008 zette Hyves in totaal tien miljoen euro om.

### Kredietcrisis, apps en TMG (2009-2010)
In het eerste halfjaar van 2009 nam het aantal pageviews toe met 40 procent tot 7 miljard per maand, maar door de kredietcrisis kreeg Hyves ook te maken met dalende advertentieopbrengsten.
In juli 2009 wijzigde Hyves zijn uiterlijk. De website werd rustiger, overzichtelijker en de profielfoto's werden standaard vierkant.
Eind 2009 kreeg Hyves indirect kritiek van de toenmalige koningin Beatrix. Tijdens haar kersttoespraak had ze kritiek op het overmatige gebruik van sociale media.
In april 2010 had Hyves zo'n 10 miljoen gebruikers. Dagelijks waren er ongeveer 3 miljoen unieke bezoekers. Ondanks de perceptie dat Hyves vooral jonge leden had, verouderde de gebruikersgroep sneller dan hij verjongde. De leeftijd van de gemiddelde Hyver was 30 jaar.
In april 2010 werden Hyves Games en Hyves Afrekenen aangekondigd, waarmee Hyvers via het sociale netwerk konden gamen en betalen. Hyves bood vanaf de zomer van dat jaar ook mobiele applicaties voor de iPhone, Android, BlackBerry en Java aan en beschikte daarnaast over een mobiele versie van zijn website.
Op 1 november 2010 werd Hyves een volle dochter van de Telegraaf Media Groep (TMG). Hiervoor betaalde TMG 43,7 miljoen euro.

### Opkomst Facebook en andere koers voor Hyves (2011-2012)
In augustus 2011 trok Facebook voor het eerst in Nederland meer unieke bezoekers dan Hyves.
In september 2011 verlegde Hyves zijn koers van puur vriendennetwerk naar contentplatform, onder meer door het toevoegen van sociale nieuwsdienst Nu & Straks, Eredivisie Voorspellen en Hyves Hitradio.
In mei 2012 had Hyves 9,8 miljoen Nederlandse accounts en werd de website maandelijks door 6 miljoen Nederlanders bezocht.

### Transformatie naar Hyves Games (2013)
Eigenaar Telegraaf Media Groep maakte in maart 2013 bekend 36 miljoen euro af te schrijven aan goodwill op Hyves, waardoor het bedrijf in 2012 flink verlies had gemaakt.
In april 2013 werd het pand van Hyves te huur gezet.
Medio augustus 2013 werd bekend dat Hyves zich nog tot het einde van 2013 kon bewijzen. Op 31 oktober 2013 werd bekend dat Hyves per 2 december 2013 zou stoppen als sociaalnetwerksite en alleen het spelletjesgedeelte zou blijven bestaan.
Van 15 november tot en met 29 november 2013 konden bestaande Hyvesgebruikers een aanvraag doen om hun profiel te downloaden. Gebruikers ontvingen voor 31 december 2013 een link om de content te downloaden. Dit ging echter niet bij iedereen goed, waardoor verschillende mensen toch hun content kwijtraakten. Enkel accounts van mensen die actief games speelden op Hyves bleven bestaan en alleen die gebruikers konden na 2 december nog inloggen. Alle andere profielen werden verwijderd.
Op 2 december 2013 stopte Hyves. Het spelletjesgedeelte ging verder als Hyves Games.

## Hyvesprofielen
Voor het maken van Hyvesprofielen was geen kennis van HTML nodig. Deze konden eenvoudig worden opgebouwd door het invullen van vragenlijstjes en het uploaden van een of meerdere afbeeldingen. Op Hyves waren ook andere (gratis) diensten beschikbaar, zoals een marktplaatsfunctie, games, een betaalsysteem (Hyves Afrekenen) en een optie om met oude klasgenoten in contact te komen. Bij dit laatste stelde Hyves het betere alternatief voor concurrent Schoolbank.nl te zijn. In november 2005 werd deze opmerking gewijzigd nadat Schoolbank met gerechtelijke stappen had gedreigd.

## Privacy
Persoonlijke informatie kon voor iedereen zichtbaar zijn, afhankelijk van de instellingen. Om de privacy te waarborgen, was het mogelijk om onderdelen van een profiel alleen beschikbaar te stellen aan vrienden en/of vrienden van vrienden (de zogenoemde 'connecties'), of om deze volledig onzichtbaar te maken. Om misbruik te voorkomen, konden gebruikers die de zichtbaarheid van hun profiel beperkt hadden (tot bijvoorbeeld voor vrienden en vrienden van vrienden) geen profielen van anderen bekijken waarvan de zichtbaarheid beperkter was ingesteld (bijvoorbeeld alleen voor vrienden).

## Games
Op Hyves waren allerlei spellen beschikbaar, met categorieën zoals Social en Meiden. Tegenwoordig zijn deze spellen ondergebracht bij Hyves Games. Een onvolledige lijst van de Social Games op Hyves is hieronder weergegeven:
- Army Attack
- Celebrity Life
- City Life
- Dream Bear
- Eccky
- Forest Story
- Happy Harvest
- Happy Harvest 3
- Happy Pigs
- Landleven
- Millionaire City
- Pet Party
- Resort World
- Woord tornado
- World of Zombies
- Dragons of Atlantis
- Dino Kingdom

## Smileys
Bij Hyves waren de smileys erg bekend. Veel mensen gebruikten ze in chatberichten, maar ze kwamen ook vaak voor in Krabbels, WWW's en Privé-berichten. Hyves maakte ze meestal zelf, hoewel de smiley :gum: door een kind is gemaakt. Als Goldmember kreeg men toegang tot extra smileys, maar er waren ook verborgen smileys, zoals :romeo: en :partyanimal:.